# Вандальская война (439—442)
Вандальская война (439—442) — военный конфликт Западной и Восточной римских империй с вандалами в западном Средиземноморье.

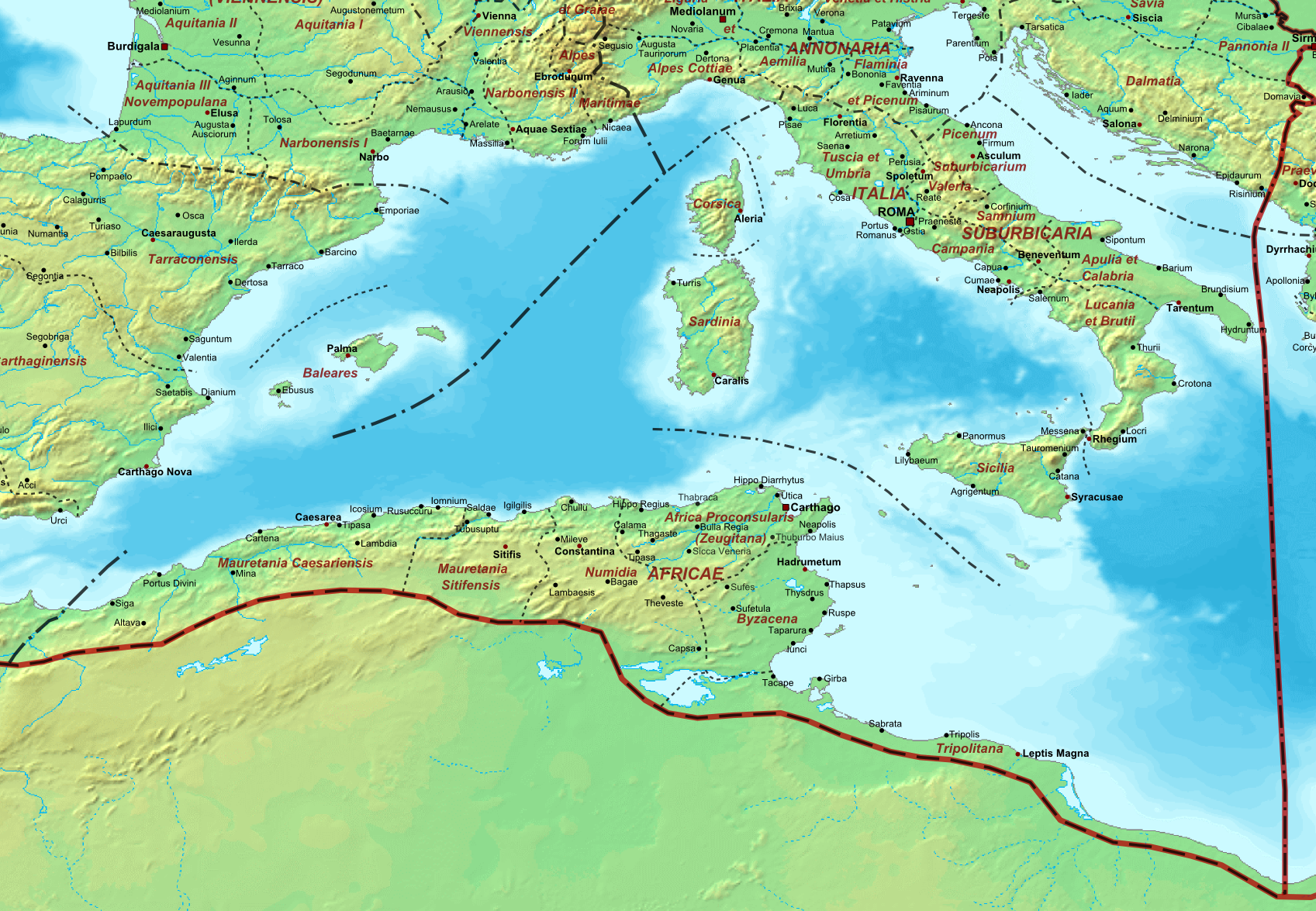
Театр военных действий

## Исторические источники
Ход войны можно реконструировать лишь в общих чертах, поскольку полного отчета о происходивших боях не сохранилось. То немногое, что сохранилось, основано на фрагментах летописцев и редких упоминаниях поэтов, риторов и теологов. Основными источниками информации о событиях являются Проспер Аквитанский и Идаций. Кроме того, полезную информацию предоставляют Кассиодор и Иордан.

## Предыстория
В 435 году, после вторжения вандалов под предводительством Гейзериха из Испании в Северную Африку, было достигнуто мирное соглашение, по которому они заселили часть провинции Проконсульская Африка и получили статус римских федератов. После подписания мира амбиции Гейзериха относительно большей власти не исчезли. Он тихо готовился к новой войне. 

## Ход войны
В середине октября 439 года Гейзерих нарушил мирный договор с римлянами и вторгся в римскую провинцию Бизацена без объявления войны. Карфаген, третий по величине город римлян и порт, был взят без боя 19 октября 439 года. Часть средиземноморского флота попала в руки вандалов. В Италии Сигизмунд, военный магистр, принял меры для охраны побережья, и Рим и Неаполь были переведены в состояние обороны. Из Галлии была вызвана армия Аэция, а император Восточной Римской империи Феодосий II приготовился послать помощь в Африку.
После взятия Карфагена Гейзерих на захваченном средиземноморском флоте высадился в Сицилии и осадил Панорм (совр. Палермо). Ему не удалось захватить город, но он разграбил остров и, возможно, занял город Лилибей (совр. Марсала).
Узнав, что из Восточной Римской империи готовиться к отправке в Африку экспедиционная армия, Гейзерих в 440 году вернул свой флот в Африку.
В 441 году большая военно-морская эскадра Восточной Римской империи под командованием Ареобинда, Ансила и Германа прибыла к берегам Сицилии и высадила войска, которые очистили остров от вандалов. Гейзерих отправил переговорщиков для обсуждения мира. Дипломатические переговоры заняли много времени, а тем временем вторжение гуннов на Балканы вынудило Феодосия отозвать свои военно-морские силы.

## Результаты
Наконец, в 442 году был заключен новый мирный договор. Договор 442 года заменил старый договор 435 года и снова разделил Африку между двумя государстами. Он оказался более выгодным для вандалов: Западная Римская империя сохранила за собой провинции Триполитанию, Мавретанию Ситифенсис, Мавретанию Цезарейскую и часть Нумидии, в то время как вандалы стали хозяевами другой части Нумидии и всей Проконсульской Африки, включая Бизацену. Для римлян сдача богатой Проконсульской Африки стала большой потерей, так как Рим лишился поставок зерна и налогов.